# Radical 24
El radical 24, representado por el carácter Han 十, es uno de los 214 radicales del diccionario de Kangxi. En mandarín estándar es llamado 十部　(shí bù «radical diez»), en japonés es llamado 十部, じゅうぶ　(jūbu), y en coreano 십 (sip). El símbolo 十 se utiliza para representar el concepto del número 10.

## Nombres populares
- Mandarín estándar: 十字旁, sí zì páng, «símbolo “diez” a un lado».
- Coreano: 열십부, yeol sip bu, «radical “sip“-diez».
- Japonés: 十（じゅう）, jū, «diez».
- En occidente: radical «diez».

## Caracteres con el radical 24
| trazos | carácter                   |
| ------ | -------------------------- |
| + 0    | 十                         |
| + 1    | 卂, 千, 卄                 |
| + 2    | 卅, 卆, 升, 午             |
| + 3    | 卉, 半                     |
| + 4    | 卋, 卌, 卍, 华, 协, 卐, 毕 |
| + 5    |                            |
| + 6    | 丧, 卑, 卒, 卓, 協, 单, 卖 |
| + 7    | 南                         |
| + 8    |                            |
| + 9    | 卙                         |
| + 10   | 博                         |
| + 19   | 卛, 颦                     |

## Galería
| Estilos antiguos                                 | Estilos antiguos                  | Estilos antiguos                        | Estilos antiguos                   | Estilos antiguos                   | Estilos empleados actualmente       | Estilos empleados actualmente  | Estilos empleados actualmente    | Estilos empleados actualmente   | Estilos empleados actualmente  |
|                                                  |                                   |                                         |                                    |                                    |                                     | 十                             | 十                               |                                 |                                |
| 甲骨文 jiǎgǔwén (escritura de huesos oraculares) | 金文 jīnwén (escritura de bronce) | 简帛 jiǎnbó (escritura de bambú y seda) | 篆文 zhuànwén (escritura de sello) | 篆文 zhuànwén (escritura de sello) | 隸書 lìshū (estilo de los escribas) | 楷書 kǎishū (estilo regular)   | 楷書 kǎishū (estilo regular)     | 行書 xǐngshū (estilo corriente) | 草書 cǎoshū (estilo de hierba) |
| 甲骨文 jiǎgǔwén (escritura de huesos oraculares) | 金文 jīnwén (escritura de bronce) | 简帛 jiǎnbó (escritura de bambú y seda) | 大篆 dàzhuàn (sello grande)        | 小篆 xiǎozhuàn (sello pequeño)     | 隸書 lìshū (estilo de los escribas) | 繁體／繁体 fántǐ (tradicional) | 简体／簡體 jiǎntǐ (simplificado) | 行書 xǐngshū (estilo corriente) | 草書 cǎoshū (estilo de hierba) |